# Feldbahn Serrig
| Feldbahnbetrieb mit Gastlokomotive |                     |                             |                             |
| Streckenverlauf |                     |                             |                             |
| Streckenlänge: | 1,2 km              |                             |                             |
| Spurweite: | 600 mm (Schmalspur) |                             |                             |
| |                     |                             |                             |
| \| \| \| \| \| \| \| \| Rinderstall \| \| \| \| \| Schweinestall \| \| \| \| \| Weinberg Serriger Vogelsang \| \| \| \| \| Lokschuppen und Bahnhof \| \| \| \| \| Steinbackhaus[1] \| \| |                     |                             |                             |
| Strecke von links · Strecke quer · Strecke von rechts |                     |                             |                             |
| Strecke · Haltepunkt / Haltestelle |                     | Rinderstall                 | Rinderstall                 |
| Haltepunkt / Haltestelle · Strecke |                     | Schweinestall               | Schweinestall               |
| Strecke von links · Abzweig geradeaus und nach rechts · Haltepunkt / Haltestelle |                     | Weinberg Serriger Vogelsang | Weinberg Serriger Vogelsang |
| Betriebs-/Güterbahnhof Streckenende · Bahnhof · Strecke |                     | Lokschuppen und Bahnhof     | Lokschuppen und Bahnhof     |
| Strecke nach links · Haltepunkt / Haltestelle quer · Strecke nach rechts |                     | Steinbackhaus               | Steinbackhaus               |

Die Feldbahn Serrig ist eine als Museumsbahn betriebene Feldbahn mit einer Spurweite von 600 mm in Serrig an der unteren Saar in Rheinland-Pfalz. Die heute  1,2 km lange Besucherfeldbahn entstand aus dem historischen Material der „Weinbergsbahn“ der alten Weinbaudomäne Serrig.

## Geschichte
Auf der ehemals staatlichen Weinbaudomäne Serrig wurde 1904 in einem der größten zusammenhängenden Weinbaugebiete Deutschlands eine Feldbahn mit fast 12 km Gleislänge verlegt. Sie war bis in die 1990er Jahre in Betrieb und wurde für den Transport von Mitarbeitern und Material, Spritzmitteleinsatz und Besucherzüge bis hin zur eigentlichen Weinlese universell eingesetzt. Die Trasse der Feldbahngleise war nur etwa 2 Meter breit, während die Feldwege für Fuhrwerke oder konventionelle Traktoren mindestens doppelt so breit sind.
Nachdem der landwirtschaftliche Feldbahnbetrieb um 1990 eingestellt worden war, retteten Mitglieder des ehemaligen Vereins Feldbahnfreunde Serrig einen großen Teil des Materials vor dem Verfall und der Verschrottung. Sie bauten damit ab 2000 eine Strecke als Besucherfeldbahn neu, die im September 2001 in Betrieb genommen wurde. Dort fährt heute unter anderem eine restaurierte Originallok aus dem Weinberg, die DIEMA DS12, entlang der alten Weinberge mit Blick auf die riesige Weinanbaufläche.

## Schienenfahrzeuge
Die historischen Schienenfahrzeuge wurden nach denkmalpflegerischen Gesichtspunkten restauriert. Dazu gehören vier Traubenloren zum ehemaligen Einbringen der Traubenernte, zwei Kipploren für die Beförderung von Dünger und Mist sowie zwei Tankwagen für die Schädlingsbekämpfung. Die sogenannten Härewagen waren ursprünglich der preußischen Aufsichtsbehörde für die alljährliche Besichtigungsfahrt vorbehalten.
- DIEMA Typ DL 8, Baujahr 1958, Werks-Nr. 2188/58, 10 PS, 2 t
- DIEMA Typ DS 12, Baujahr 1953, Werks-Nr. 1588/53, 22 PS, 2,5 t, Originallok aus dem Weinberg
- DIEMA Typ DS 12 S, Baujahr 1949, Werks-Nr. 1277/49, 22 PS, 2,5 t
- DIEMA Typ DS 28,  Deutz-Motor F2L 514 läuft
- Spritzlok, Eigenbau, Baujahr 1964, 52 PS
- 4 Erntewagen zum Transport der gelesenen Weinreben
- 2 Kipploren zum Transport von Dünger und Mist
- Güterwagen zum Transport von Pfählen
- 7 Offene Personenwagen